# Trisopsis photophila
Trisopsis photophila är en tvåvingeart som beskrevs av Grover och Madhu Bakhshi 1978. Trisopsis photophila ingår i släktet Trisopsis och familjen gallmyggor. Inga underarter finns listade i Catalogue of Life.